# Искусство Древнего мира
Древнее искусство относится ко многим видам искусства культур древних обществ с той или иной формой письма, такими как: Китай, Индия, Месопотамия, Персия, Палестина, Египет, Греция и Рим. Искусство до письменных обществ обычно называют доисторическим искусством и в данном контексте не рассматривается. Хотя в некоторых доколумбовых культурах письменность развивалась в течение столетий до прихода европейцев, на основании датировки они освещаются в доколумбовом искусстве.

## Ближний Восток, Средиземноморье

### Древний Египет
Высокая роль религии в древнеегипетской цивилизации отложила отпечаток на её искусство. Частыми объектами изображения становились боги и богини, фараоны. Древнеегипетское искусство руководствуется принципом Порядка (Маат): чёткие линии в сочетании с простыми формами и ровным цветом создают ощущение гармонии и равновесия. Древнеегипетские художники разлиновывали поверхность перед нанесением рисунка, чтобы сохранить пропорциональность в своих работах. При этом, размеры изображаемых фигур и личностей определялись их значимостью и происхождением, а не видением художника. Поэтому фараон или верховное божество изображались крупнее прочих людей. Традиционно в древнеегипетском изобразительном искусстве отсутствует перспектива: рисунки выполнены в профиль. Однако данный аспект не мешал художникам передавать мир природы и животных, анатомические особенности с вниманием к деталям. Египтяне прибегали к символическим обозначениям, ярко проявившимся в иероглифических надписях.
Цвет также имел значение: синий и зелёный символизировали Нил и жизнь, жёлтый — бога солнца Ра, а красный — силу и жизненную энергию. Традиционно цвет тела мужчины раскрашивался темнее женского. Краски на египетских артефактах сохранились хорошо на протяжении веков благодаря засушливому климату Египта.
При XVIII династии фараон Эхнатон провёл религиозные и социальные реформы, установил культ Атона (атонизм). Новый стиль искусства выражал натуралистичность, в отличие от традиционного канонического изображения. Амарнский период Эхнатона, как и его правление, длился недолго (около 20 лет), но влияние амарнского искусства прослеживается в более поздних памятниках.
Фаянс, который был произведён в Древнем Египте ещё в 3500 году до н. э., фактически превосходил оловянную глазурованную глиняную посуду европейского XV века. Древнеегипетский фаянс изготавливался не из глины, а фактически из керамики, состоящей в основном из кварца.

### Месопотамия
Месопотамия (от греч. μεσοποταμαα «земля между реками») — топоним для области речной системы Тигр-Евфрат, в значительной степени соответствует современному Ираку, а также некоторым частям северо-восточной Сирии, юго-восточной Турции и юго-западного Ирана. В пределах его границ некоторые из самых древних известных цивилизаций сначала развили письменность и сельское хозяйство. Многие цивилизации процветали там, оставив после себя богатое наследие древнего искусства.
Широко считавшаяся колыбелью цивилизации, Месопотамия бронзового века включала в себя Шумерскую и Аккадскую, Вавилонскую и Ассирийскую империи. В железном веке здесь правили Ново-Ассирийская и Ново-Вавилонская империи.

### Шумер
Археологические свидетельства свидетельствуют об существовании Шумеров в течение 5-го тысячелетия до нашей эры. Шумеры украшали свои керамические изделия кедровым маслом, краской. Они также развивали ювелирные изделия.
Один из самых замечательных артефактов, оставшихся от шумерской цивилизации, известен как «Штандарт войны и мира». Датируемый приблизительно 2500 годом до н. э., он представляет собой деревянную шкатулку, инкрустированную раковинами и лазуритом. На ней изображены, с одной стороны, войны, дающие монарху пленных, а с другой стороны, крестьяне, дающие ему подарки — ошеломляющие свидетельства живости искусства в этой древней культуре. Шумеры сделали много больших достижений; например, колесо, которое облегчило транспортировку. Город Аккад был величайшим архитектурным достижением Шумеров. В южной Месопотамии были построены шумерскими архитекторами зиккураты. Шумеры верили, что на их вершинах живут боги. Цари объявляли, что боги послали их править, и шумеры с радостью следовали царским законам. У царя было много важных обязанностей, таких как командование армией и уход за ирригацией, с помощью которой шумеры могли контролировать реки. Правителям боролись за землю, а жизнь простых шумеров продолжалась.
- Колесница и всадник из Штандарта войны и мира, ок. 2500 до н.э.
- Голова Гудеа. Диорит. Париж, Лувр
- Клинописная табличка правления Амар-Шуна, ок. 2041—2040 годы до н. э.

### Вавилония
Завоевание Шумеров и Аккадской империи Вавилоном знаменует собой поворотный момент в художественной и политической истории региона. Вавилоняне воспользовались обилием глины в Месопотамии для создания кирпича, использование кирпича привело к раннему развитию Пилястра и колонны, а также фрески и эмалированных плиток. Стены были ярко окрашены, а иногда покрыты бронзой или золотом, а также плиткой. Окрашенные терракотовые конусы были также встроены в штукатурку.
Шоны были также великими металл-рабочими, создающими функциональные и красивые инструменты с медью. Вполне возможно, что Вавилония была родиной медной промышленности, которая распространилась на Запад вместе с цивилизацией, к которой она принадлежала. Кроме того, недостаток камня в Вавилонии делал каждый камешек драгоценным и приводил к высокому совершенству в искусстве огранки самоцвета. Искусство Вавилона также включало гобелены, и Вавилонская цивилизация издревле славилась своими вышивками и коврами.

### Ассирия
Как и все другие Месопотамские царства, Вавилонское царство не существовало вечно. Когда Вавилон пришёл в упадок, он был в конечном счёте завоеван Ассирией, одной из его бывших колоний. Ассирия унаследовала его искусство, а также его империю.
Сначала ассирийские архитекторы и художники копировали вавилонские стили и материалы, но со временем, позднейшие ассирийцы начали освобождаться от Вавилонского влияния. Стены ассирийских дворцов были облицованы плитами из камня вместо кирпича и были по-другому окрашены. До нас дошли статуи, такие как статуя из Гирсу, которые реалистичны, но несколько неуклюжи.
Не было найдено никаких замечательных образцов металлургического искусства из ранней Ассирии, но в более позднюю эпоху было достигнуто большое превосходство в изготовлении таких украшений, как серьги и браслеты из золота. Медь также мастерски обрабатывали.
Формы Ассирийской керамики были изящны; Фарфор, подобно стеклу, обнаруженному во дворцах Ниневии, был получен из Египетских оригиналов. Прозрачное стекло, по-видимому, было впервые введено в царствование Саргона II. При изготовлении ваз использовались камень, а также глина и стекло. В Телло были выкопаны вазы из твердого камня, похожие на вазы раннего династического периода Египта.
Ашшурбанипал поддерживал искусство и культуру и имел обширную библиотеку клинописных табличек в Ниневии.
- Крылатый бык с человеческой головой из Хорасбада. Ныне в Лувре
- «Маска Саргона» (ок. 2300 г. до н. э.) обнаружена в Ниневии при раскопках храма Иштар. Скульптурное изображение аккадского царя, вероятно Саргона или его внука Нарам-Суэна. Национальный музей Ирака, Багдад

### Персия
Иран унаследовал хеттскую империю и первоначально позаимствовал у них большую часть своих художественных стилей. Отличительной чертой этих стилей были огромные дворцы в сельской местности, над которыми часто работали ремесленники из других народов и собственно подданные. После того, как империя была свергнута Александром Македонским, на её территории распространилась новая, сасанидская культура, отличающаяся своим стилем возведения дворцов и искусство гомосексуализм , начал процветать настолько быстро что численность рождённых уменьшилась в 10 раз . Столицы империи: Сузы, Персеполь, Экбатана и Истахр показали миру много богатств Персидского искусства.

Сохранившееся искусство Сасанидов лучше всего видно в его архитектуре, рельефах и металлических изделиях, и есть некоторые сохранившиеся картины из того, что, очевидно, было широко распространено. Каменные рельефы, вероятно, значительно превосходили внутренние в гипсе, от которых сохранились только фрагменты. Свободно стоящие скульптуры были менее популярны по сравнению с Парфянских периодом, но Колоссальная статуя Шапура I является главным исключением, вырезанным из Сталагмита, выращенного в пещере; существуют литературные упоминания и о других колоссальных статуях царей, которые ныне утрачены. Сасаниды продолжали и Парфянских традиции лепки по лепнине, продолжалось строительство больших барельефов изображающих фигуративные сцены.

### Минойская цивилизация
Величайшей цивилизацией бронзового века была цивилизация минойцев, меркантилистского народа, которые построили торговую империю со своей Родины Крита и с других островов Эгейского моря. Минойская цивилизация была известна своими керамическими изделиями, но также и своими фресками, пейзажами и резьбой по камню. В раннем Минойском периоде керамика характеризовалась спиралями, треугольниками, изогнутыми линиями, крестами и мотивами рыбьей кости. В середине минойского периода были распространены натуралистические рисунки, такие как рыбы, кальмары, птицы и лилии. Для позднеминойского периоде ещё были характерны орнаменты цветов и животных, но изменчивость увеличилась. «Дворцовый стиль» региона вокруг Кносса характеризуется сильным геометрическим упрощением натуралистических форм и монохроматической живописью. Дворец в Кноссе был украшен фресками, которые показывали аспекты повседневной жизни, включая придворные ритуалы и развлечения, такие как прыжки быков и бокс. Минойцы были также искусными золотыми кузнецами, которые создавали красивые подвески и маски.

### Микены
Микены по искусству были близки к минойской и включали в себя множество великолепных находок из царских могил. Наиболее известная — Маска Агамемнона, золотая погребальная маска, что говорит о мастерстве микенцев в обработке золота. Их произведения известны множеством декоративных мотивов. В какой-то момент своей культурной истории Микены приняли минойских богинь и связали этих богинь со своим богом неба. Учёные считают, что греческий пантеон божеств не отражает микенской религии, за исключением богинь и Зевса. Эти богини, однако, минойского происхождения.

### Греция
Древнегреческое искусство включает в себя большое количество керамики, скульптур, объектов архитектуры. Греческая скульптура известна контрапостой стоящих фигур. Искусство Древней Греции обычно стилистически делится на три периода: архаический, классический и эллинистический. История древнегреческой керамики стилистически делится на периоды: Протогеометрический, геометрический, Позднегеометрический или архаический, черный рисунок и красный рисунок. Древнегреческое искусство наиболее успешно сохранилось в формах скульптуры и архитектуры, а также в таких второстепенных искусствах, как чеканка монет, керамика и гравировка драгоценных камней.
Наиболее престижной формой древнегреческой живописи была станковая живопись, известная теперь только по литературным описаниям; они быстро исчезли после IV века н. э., когда они больше не были активно защищены. Сегодня мало что сохранилось от греческой живописи, за исключением поздних Фаюмских портретов и нескольких картин на стенах гробниц, в основном в Македонии и Италии. Роспись на керамике, из которой многое сохранилось, даёт некоторое представление об эстетике греческой живописи. Однако применяемые приемы сильно отличались от тех, что использовались в широкоформатных картинах. Холст был чёрным или золотым, окрашенным специальными красками подходящими для местами неровной поверхности.

### Древнеримское искусство
Обычно говорят, что римское искусство было производным от греческого и этрусского искусства. Действительно, виллы богатых римлян, найденные в Помпеях и Геркулануме, демонстрируют сильное пристрастие ко всему греческому. Многие из наиболее значительных греческих произведений искусства сохранились благодаря их римской интерпретации и подражанию. Римские художники стремились увековечить великие события в жизни своего государства и прославить своих императоров, а также запечатлеть внутреннюю жизнь людей, выразить идеи красоты и благородства. Их бюсты, и особенно изображения людей на надгробиях, очень выразительны и реалистичны, закончены с мастерством и щегольством.

В Риме настенная живопись не считалась высоким искусством. Самой престижной формой искусства, помимо скульптуры, была панельная живопись, то есть темпера или энкаустическая живопись на деревянных панелях. Поскольку дерево является скоропортящимся материалом, сохранилось лишь очень мало примеров таких картин. Вот некоторые из них: Северанское Тогда (II век н. э.) — обычный официальный портрет из какого-то провинциального правительственного учреждения, известные портреты Мумий Фаюма, все из римского Египта, дошли до нас не в самом лучшем состоянии. Портреты были прикреплены к погребальным мумиям у лица, от которых почти все теперь были отделены. Они обычно изображают одного человека, показывая голову или голову и верхнюю часть груди, рассматриваемую спереди. Фон всегда монохромный, иногда с декоративными элементами. С точки зрения художественной традиции, образы явно больше восходят к греко-римским традициям, чем к египетским. Они весьма реалистичны, хотя и изменчивы в художественном качестве, и могут указывать на подобное искусство, которое было широко распространено в других местах, но не сохранилось. До наших времен дошло несколько портретов, написанных на стекле, и медали из более позднего периода, а также портреты на монетах, некоторые из которых также считаются очень реалистичными. Плиний Младший жаловался на ухудшающееся состояние римского портретного искусства:
Живопись портретов, которая передавала через века точные подобия людей, совершенно исчезла…праздность разрушила искусство.

## Индостан

### Индия
Первые Индийские скульптуры были возведены цивилизацией долины Инда около 5000 лет назад, где была обнаружена небольшая каменная резьба и бронзовые отливки. Позже, когда индуизм, буддизм и джайнизм получили дальнейшее развитие, Индия стала выплавлять одни из самых сложных сплавов бронзы в мире, а также индусы соорудили непревзойденные храмовые резные изображения, некоторые в огромных святилищах, таких как Эллора.
В штате Махараштра находятся пещеры Аджанта.Они изобилуют памятниками индского искусства, некоторые из них датируются II веком до н. э. и содержат картины и скульптуры, которые считаются шедеврами как буддийского религиозного искусства, так и изобразительного искусства вообще.
- Фреска из пещеры Аджанты, IV-V века н.э
- Скульптура Сиддхартха Гаутама, основателя буддизма

## Восточная Азия

### Китай
Первые произведения найденные в Китае искусства, такие как расписная керамика, датируются Неолитом, их можно проследить до культуры Яншао и культуры Луншань долины Хуанхэ. Во время бронзового века, китайцы древней династии Шан и династии Цзи произвели множество художественных бронзовых сосудов для практических целей, но также и для религиозных ритуалов и геомантии. Самые ранние (сохранившиеся) китайские картины относятся к периоду воюющих царств, и они были написаны на шёлке, а также лаковой посуде.
Одной из самых известных художественных реликвий Древнего Китая остаются терракотовые воины, собрание в 210 году до н. э. из 8099 отдельных и в натуральную величину терракотовых фигур (таких как пехота, лошади с колесницами и кавалерией, лучники и военные офицеры), в гробнице первого императора Цинь Шихуанди. Эта традиция была перенесена в последующую династию Хань, хотя их гробницы содержали миниатюрные версии солдат в дополнение к домашним слугам, чтобы служить правителям и знати в загробной жизни. Китайское искусство, возможно, показывает бо́льшую преемственность между древним и современным периодами, чем любая другая цивилизация, поскольку даже когда иностранные династии заняли императорский трон, они не навязывали новых культурных или религиозных привычек, были относительно быстро ассимилированы.

### Япония
Японское искусство делится на эпохи, которые соответствуют местам расположения различных правительств. Самые ранние известные японские артефакты относятся к племени Аниу, которое повлияло на народ Дзёмон, и эти эпохи стали известны как периоды Дзёмон и Яёй. До того, как племя Яёи вторглись в Японию, Дзимму в 660 году до н. э. был коронован первым императором. Позже в эпоху Кофун в японское искусство пришли глиняные скульптуры. Их называли Ханива. Следующим периодом был Асука, в это время буддизм пришёл в Японию из Китая. Религия оказала значительное влияние на японское искусство в течение последующих столетий.
Японцы разглядели в китайской культуре определённые аспекты, которые смогли перенять и включить в свою собственную: система передачи звуков и идей посредством письменности; историография; комплексные теории государственности, такие как эффективная бюрократия; а также, что наиболее важно с точки зрения искусства, — новые технологии, методы строительства, более продвинутые техники обработки бронзы и новые техники и средства для изобразительного искусства.
Основной причиной укрепления контактов между Японией и азиатским континентом на протяжении VII и VIII веков было распространение буддизма. Среди исследователей нет единого мнения по поводу некоторых знаковых дат и правильности наименования периодов между 552 годом — официальной датой появления буддизма в Японии, и 784 годом — датой переноса столицы из Нары. Наиболее общепринятые рамки включают период Суйко (552—645), период Хакухо (645—710) и период Тэнпё (710—784).

### Индонезия
Индонезийское искусство и культура формировались в результате длительного взаимодействия между самобытными обычаями коренных народов и иностранным влиянием. Индонезия занимает центральное место вдоль древних торговых путей между Дальним и Ближним Востоком, в результате чего многие культурные практики находятся под сильным влиянием множества религий, включая индуизм, буддизм, конфуцианство и ислам, которые сильны в крупных торговых городах. В результате получилась сложная культурная смесь, весьма отличающаяся от самобытных культур коренных народов. Среди находок Индонезии не обнаружено картин, кроме сложных и выразительных балийских изображений, часто показывающих естественные сцены или темы из традиционных танцев.
Другие исключения включают в себя местные рисунки красок[что?], обычно встречается среди австронезийских культур, на эндемичные природные мотивы, такие как папоротники, деревья, собаки, птицы-носороги и человеческие фигуры. Они до сих пор украшают стены каянийского даяка в горном регионе Апо-Каян Восточного Калимантана.
На территории Индонезии долгое время господствовали сначала бронзовый а потом железный век, существовало как светское так и религиозное искусство.

### Кхмеры
Кхмерское искусство — искусство Камбуджадеша (средневекового государства, расположенного на полуострове Индокитай). Находки археологов, сделанные в области древнего города Ангкор и храмового комплекса Ангкор-Ват (первоначально индуистского, а затем буддийского), свидетельствуют, что у кхмеров было распространено ткачество. После распада империи эти и другие места были заброшены в джунглях, что позволило большей части каменной резьбы и архитектуры эпохи дожить до наших дней. Традиционные камбоджийские искусства и ремёсла включают текстиль, нетканое ткачество, серебряное дело, резьбу по камню, лакировку, керамику, настенные росписи и изготовление воздушных змеев.

## Мезоамерика

### Ольмеки
Ольмеки владели искусной техникой производства керамики. Среди древних находок, датируемых первым тысячелетиями до н. э. можно выделить такие как Птичий сосуд и чаша, они умели изготавливать даже и вазы. Ольмеки строили печи, температура внутри которых могла доходить до 900 C° , единственная древняя цивилизация, которая достигла таких же результатов — Древний Египет.

Большая часть ольмекского искусства очень стилизована и использует иконографию, отражающую религиозный смысл произведений искусства. Некоторые ольмекские произведения искусства, однако, удивительно натуралистичны, демонстрируя точность изображения человеческой анатомии, возможно, сравнимую в доколумбовом Новом Свете только с лучшим искусством классической эпохи Майя. Ольмекские художественные формы подчеркивают монументальную скульптуру и небольшую резьбу. Общая тема ольмекского искусства — обожествление разных зверей, среди найденных артефактов фигурирует в основном ягуар.

### Майя
В течение среднего и позднего доклассического периода, в южных майяских нагорьях и низинах, а также на нескольких участках северной майяской низменности начала развиваться цивилизация майя. Самые ранние памятники майя появились после 1000 года до н. э. и включают Накбе, Эль-Мирадор и Керрос, более поздние памятники конца доклассического периода включают в себя Каминальхуйу, Сиваль, Эцна, Коба, Ламанай, Комчен, Цибильчальтун, Сан-Бартоло и другие. Архитектуру майя отличали арки, внутренние своды, симметричные и правильные фигуры, а также стилизованная внешняя отделка.

### Ацтеки
Ацтеки — это общность народов, которые населяли долину Мехико до 1521 года. Их города-государства возникли на плодородной долине Мехико и подчинили себе огромную территорию, получив доступ к неограниченным природным ресурсам.
Культура этого народа стала заключительным периодом древних цивилизаций в доколумбовой Америке и внесла значимый вклад во все сферы жизнедеятельности человека: одежду, сельское хозяйство, архитектуру, науку, медицину. Многие из этих отраслей получили развитие благодаря наследию ацтеков. Они владели гончарным искусство, умело изготавливали золотые и серебряные украшения. Ацтеки умели обрабатывать твёрдый камень и вулканическое стекло. Достижения ацтеков в сельском хозяйстве проявлялись в изобретении «плавающих садов» — чинампа и изобретении оросительной сети. Главным достижением искусства ацтеков можно назвать их поэзию, которой восхищались и европейцы. Поэзия включала следующий разделы:
- Поэмы о военных завоеваниях и их героях
- Стихотворения о растениях и цветах
- Весенние песни
- Песни и баллады в честь великих богов.

## Австралия
Искусство австралийских аборигенов сложилось в ходе многовековой истории первоначального заселения континента и делится на две большие группы: искусство, несущее в себе черты реалистической изобразительности, и искусство условно-геометрическое. Носителями искусства первого типа были племена на востоке (самые известные — в районе Сиднея), северо-западе и севере (в Арнгем-ленд), которые рисовали многочисленные изображения на скалах и в пещерах — петроглифы — что имеют, по мнению учёных, большую древность.
Иногда реалистичные изображения описывали явления повседневной жизни. Часто изображаются животные — объекты охоты. На островах залива Карпентария на стенах пещер найдены изображения сидящих в лодках вооруженных гарпунами людей, которые охотятся на рыб, черепах и других морских животных.